# Altzusta
Altzusta es una entidad de población española del municipio de Ceánuri, perteneciente a la provincia de Vizcaya, en la comunidad autónoma del País Vasco.

## Toponimia
El lugar puede aparecer referido como «Altzusta» y «Alzusta».

## Historia
Hacia mediados del siglo XIX, el lugar, ya por entonces perteneciente a Ceánuri, tenía contabilizada una población de 254 habitantes. Aparece descrito en el segundo volumen del Diccionario geográfico-estadístico-histórico de España y sus posesiones de Ultramar de Pascual Madoz con las siguientes palabras:

ALZUSTA: barriada en la prov. de Vizcaya, part. jud. de Durango y anteig. de Ceanuri (V.): tiene una erm. (San Miguel): pobl.: 63 vec.: 254 almas.
(Madoz, 1845, p. 217)

En 2022, tenía empadronados 173 habitantes.